# Lili børster tænder
|  | Denne artikel er oprettet af botten Steenthbot ud fra en ekstern database. Den kan derfor have sproglige fejl eller mangler. Denne skabelon kan fjernes efter kontrol af indholdet. |

Lili børster tænder er en dansk animationsfilm fra 2015 instrueret af Siri Melchior.

## Handling
Lili børster tænder. Det kan hun nemlig sagtens selv. Hun lukker sig ude på badeværelset med Vovvov, og så går hun ellers i krig. At der skal tandpasta på, at der skal børstes grundigt, og at der skal skylles efter, alt det har hun fanget. At det så ikke lige behøver at være på egne tænder, det er så en anden ting. Lili er en serie af film om at være 3 år.